# Sunggal
Sunggal is een bestuurslaag in het regentschap Medan van de provincie Noord-Sumatra, Indonesië. Sunggal telt 30.536 inwoners (volkstelling 2010).